# قيق أخضر
القيق الأخضر (Cyanocorax yncas) هو نوع من الطيور من قيق العالم الجديد، ويوجد في كل من أمريكا الشمالية والجنوبية.

## وصف
طائر من أسرة القيق التي تضم نحو 35 نوعاً والتي بدروها تنتمي إلى فصيلة الغربان . تنتشر طيور القيق الأخضر بكثرة في جنوب ولاية تكساس وجنوب المكسيك وأمريكا الوسطى وفي مرتفعات جبال الأنديز وفي كولومبيا وفنزويلا والإكوادور وبيرو وبوليفيا . وبنسبة أقل في السلفادور ونيكاراغوا وكوستاريكا وبنما . يتراوح طول هذه الطيور بين 25-27 سنتمتراً، ألوان هذه الطيور متعددة فهي تتراوح بين الأخضر والأزرق والأسود والأبيض والأصفر، تتغذى على الحشرات وغيرها من اللافقاريات مثل الخنافس وديدان الأرض وصراصير الليل وأيضا على السحالي والبيض والطيور الصغيرة والحبوب المختلفة والبذور، وكذلك البلوط وأنواعاً من الجوز .